# Riool

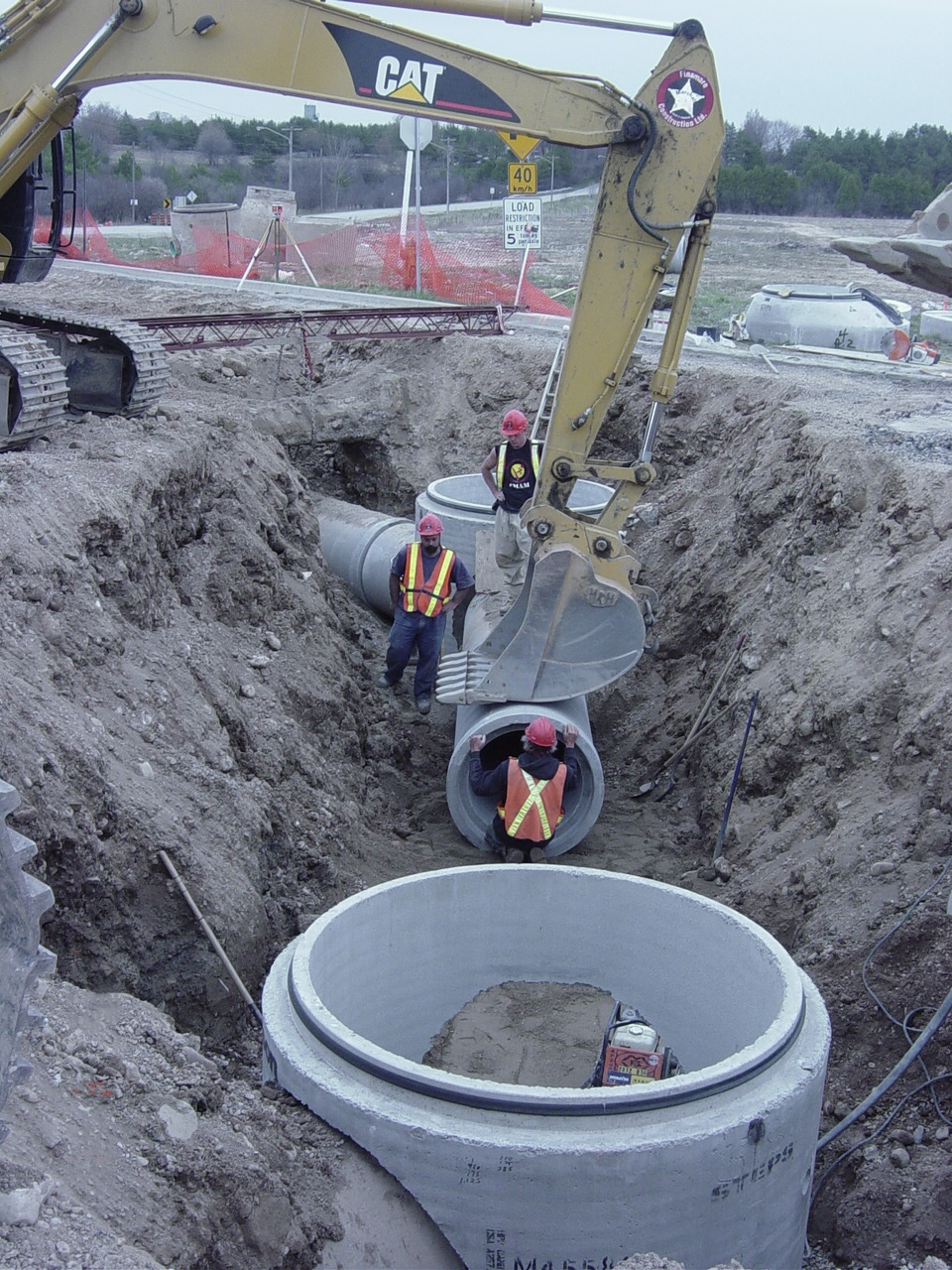
Aanleg nieuw riool

De riolering is de infrastructuur waarop afvalwater geloosd, ingezameld en getransporteerd wordt. Een riolering of rioolstelsel is een systeem van buizen (riolen), putten en pompen dat in steden en dorpen ondergronds is aangelegd.
Het is bedoeld om het afvalwater en neerslag op een veilige en hygiënische manier af te voeren.

## Historie

### Urbanisatie
Mensen en dieren produceren urine, ontlasting en ander afval bij hun dagelijkse activiteiten. Toen de mens nog in kleine groepen leefde was het kwijtraken daarvan geen probleem: men deed zijn behoefte op een plaats waar het rustig door micro-organismen kon worden verteerd. Ontlasting van mens en dier werd ook dankbaar als mest in de landbouw toegepast. Pas toen men in dorpen en steden ging wonen, ontstonden er problemen doordat men meer afval produceerde dan de directe omgeving kon opnemen.

### Indusbeschaving
Het oudst bekende stedelijk afwateringssysteem is dat van de Indusbeschaving (ca. 3300-1300 v.Chr.). In het grensgebied van het huidige Noordwest-India en Pakistan, in Harappa, Mohenjodaro en Rakhigarhi, waarschijnlijk de dichtstbevolkte steden van deze beschaving, omvatte de stadsaanleg een systeem voor afvalwaterbehandeling. Schoon water werd uit waterputten gehaald. In de huizen was een sanitair vertrek, en het afvalwater werd naar overdekte riolen geleid die de hoofdstraten volgden. De huizen waren slechts toegankelijk via binnenhoven of kleine straatjes, waardoor men zich van eventuele geurhinder door het riool verwijderd hield.

### Romeinse Rijk
De Romeinen hadden vanaf het Forum Romanum een riool lopen naar de Tiber, die de Cloaca Maxima genoemd werd. De woorden riool en riolering stammen ook uit die tijd: rivulus, in het Latijn het verkleinwoord van rivus, betekent beek, kanaal voor irrigatie of afvoer.

### Middeleeuwen
In de Middeleeuwen liepen in de steden goten door de straten waarin alle viezigheid werd geloosd. Deze slokop, een open riool, is de voorloper van het riool zoals grote Europese steden dat vanaf de 19e eeuw kennen.

### Volksgezondheid
Open riolen zijn riolen die in rechtstreeks contact staan met de buitenlucht. Ze zijn op afstand te ruiken en vormen een bron van gezondheidsrisico's en ergernis. Als mensen geen toegang hebben tot adequate sanitatie en wanneer afvalwater niet goed wordt afgevoerd kan dit een groot gevaar betekenen voor de volksgezondheid, omdat ziektes als diarree, dysenterie, difterie, cholera, geelzucht (hepatitis), de pest en worminfecties zich dan gemakkelijker konden of kunnen verspreiden.

### Modernisering
Om op een nette wijze van afvalwater af te komen hebben de meer ontwikkelde landen een stelsel van rioolbuizen aangelegd. De eerste grote stad waar dit gedaan werd, was Londen. Joseph Bazalgette was de hoofdingenieur van dit gigantische project. Het systeem met een lengte van ruim 22.000 kilometer werd vanaf 1859 aangelegd. 
Rond 1870 zijn er in Nederland proeven gedaan met het liernurstelsel, een soort vacuümriolering. Het werd in 1872 in Amsterdam ingevoerd. Dit was geen succes en in 1902 werd het systeem afgeschaft en overgegaan op een vrijverval riolering. 
De grootschalige aanleg van riolering is echter nog steeds een betrekkelijk nieuw verschijnsel. Tot in de jaren 30 van de 20e eeuw deed men in de meeste Nederlandse steden zijn behoefte op een emmer. De emmers (poepemmers en beertonnen) werden opgehaald, geleegd (meestal in de plaatselijke rivier) en gespoeld. In steden diende de gracht als open riool, dit is voor woonboten in Amsterdam tot 2013 van toepassing gebleven. Met de aansluiting op een gesloten riolering kwam aan dit alles een einde.
Riolen verzamelen het afvalwater uit de huizen en stromen samen in steeds dikkere buizen. Het hoofdriool loost uiteindelijk het afvalwater op een plaats waar men er in de stad van herkomst zelf geen last van heeft. Tot ver in de 20e eeuw werd ook in Nederland al het afvalwater rechtstreeks op het oppervlaktewater geloosd. In diverse Europese landen gebeurt dat soms nog steeds.

### Parijs
Een beroemd riool is dat van Parijs, waar ook een rioolmuseum gevestigd is.

### Millenniumdoelen
In het jaar 2000 hebben de Verenigde Naties de Millenniumdoelstellingen ondertekend. Onder doelstelling 7 staat dat in 2015 het aantal mensen zonder duurzame toegang tot schoon drinkwater en sanitair gehalveerd moet zijn. Toenmalig prins Willem-Alexander zette zich als voorzitter van de Adviesgroep Water en Sanitaire Voorzieningen sterk in voor deze doelstelling betreffende water, sanitatie en hygiëne (WaSH).

## Rioolwaterverwerking
Het water dat door een riool stroomt is vervuild. Het direct op het oppervlaktewater lozen van rioolwater heeft de volgende gevolgen:
- Het biologisch afval heeft veel zuurstof nodig om te vergaan.
- Het biologisch proces stinkt.
- Er vindt vergroting van de voedselrijkdom (eutrofiëring) plaats.
- Omdat er zoveel rioolwater is, heeft het oppervlaktewater niet voldoende capaciteit om dit te verwerken; al de zuurstof wordt opgebruikt en er vinden daarna anaerobe processen plaats.
- Open riolen zijn een van de bronnen bij de verspreiding van allerlei ziekten zoals cholera.
- Het ecosysteem wordt aangetast doordat er schakels verdwijnen door het doodgaan van organismen

Er zijn een aantal manieren om rioolwater te verwerken. Op grote schaal zuivert men het rioolwater in een rioolwaterzuiveringsinrichting of "RWZI". Op kleine schaal, met name op het platteland, worden septic tanks ingezet.

### Regenwater
Vaak wordt regenwater (ook wel hemelwater genoemd, zodat sneeuw, hagel e.d. ook meegerekend worden) via het riool afgevoerd. Dit heeft een aantal effecten. Nadelig is dat het rioolwater door het regenwater verdund raakt, waardoor de aanvoer van afvalwater bij een rioolzuiveringinrichting toeneemt en zuivering moeilijker is. Verder kan de hoeveelheid regenwater bij zware buien tijdelijk zo groot zijn, dat de riolering dit niet snel genoeg kan verwerken. Het wordt dan via een overstort op het oppervlaktewater geloosd, wat afhankelijk van de lokale omstandigheden een verontreinigend effect kan hebben. Toch is dat beter dan dat het afvalwater terugstroomt op straat of zelfs de huizen in. Voordeel van (wat) regenwater via het vuilwaterriool is dat door de fluctuaties in afvoer slib en rommel weggespoeld worden, zodat de riolering niet volslibt.

## Soorten riolering
Grofweg komen er twee verschillende soorten rioleringsstelsels voor: vrij verval en mechanische riolering.

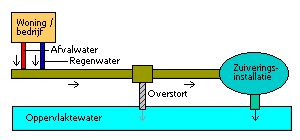
Gemengd stelsel

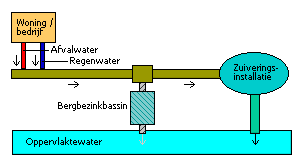
Verbeterd gemengd stelsel

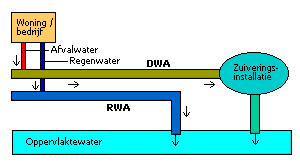
Gescheiden stelsel

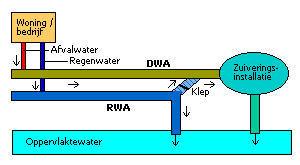
Verbeterd gescheiden stelsel

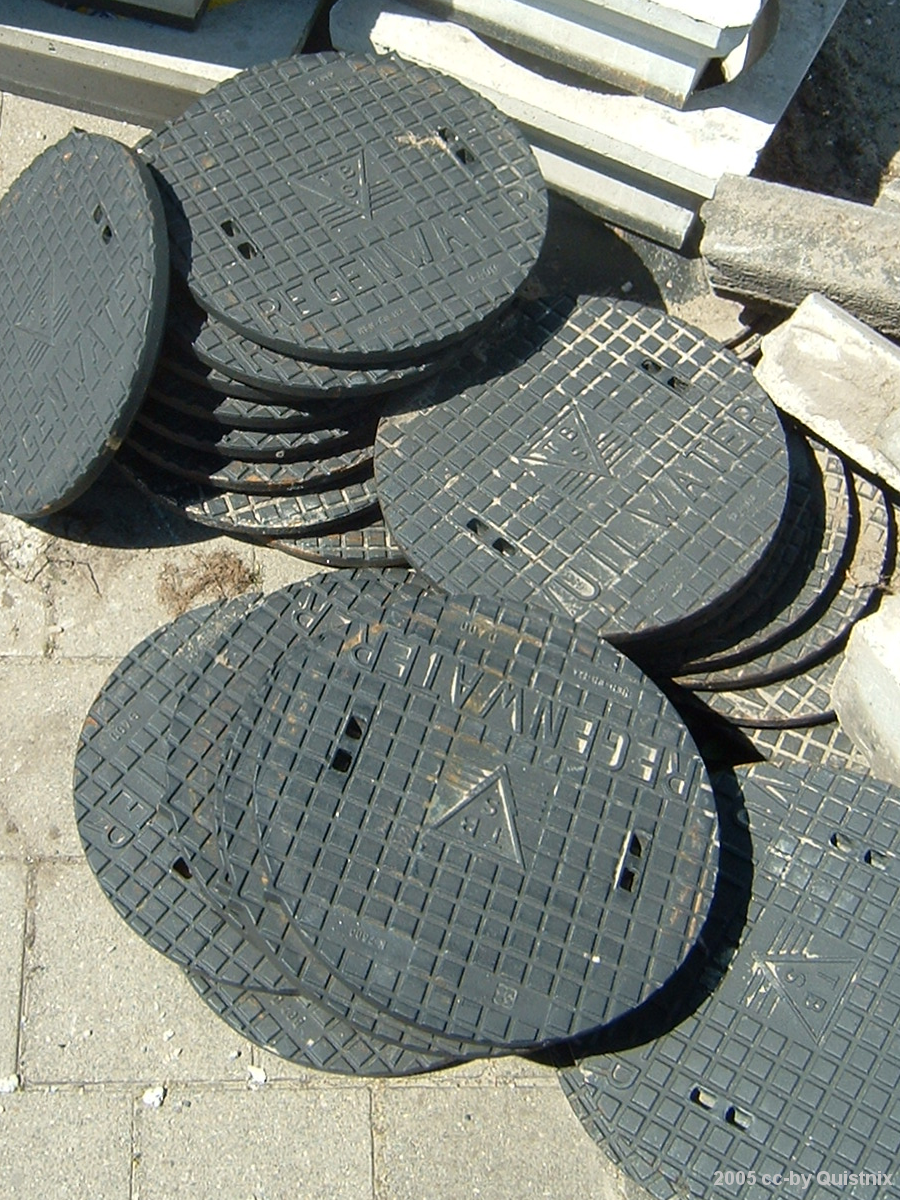
Putdeksels met verschillende opschriften ten behoeve van een gescheiden rioleringsstelsel

### Vrijverval riolering
Vrijvervalriolering maakt gebruik van de zwaartekracht om het water naar de plaats van bestemming te laten lopen. De rioolbuizen worden onder een kleine helling aangelegd, waardoor het regen- en afvalwater via natuurlijke stroming de juiste kant op gaat (vrij verval). Een nadeel van deze manier is dat buizen heel precies en vaak op grote diepte moeten liggen om te voldoen aan de minimale helling voor goede afstroming. Het voordeel is dat er geen of weinig pompen nodig zijn.
Vrijverval riolering komt voor in de volgende typen:

#### Gemengde rioolstelsels
Als er sprake is van een gemengd stelsel, worden zowel het afvalwater als het regenwater via hetzelfde systeem afgevoerd naar een afvalwaterzuiveringsinstallatie. Een nadeel van dit systeem is dat er veel relatief schoon water (meer dan 90% van de jaarlijkse neerslag) naar de zuivering wordt afgevoerd, waardoor de zuivering meer wordt belast dan strikt noodzakelijk. Omdat rioolstelsels uit kostenoogpunt meestal niet worden ontworpen op de maximaal te verwerken afvoer, maar op een waarde iets daaronder, kan het voorkomen dat het systeem al het afvalwater en regenwater niet kan verwerken. Om dit te kunnen oplossen zijn er in een gemengd stelsel overstorten, een soort noodventielen aangebracht, die het rioolwater ongezuiverd kunnen lozen op het oppervlaktewater. Hiermee wordt voorkomen dat gebouwen of doorgaande wegen onderlopen.
Een gevolg hiervan is dat bij grote hoeveelheden neerslag het oppervlaktewater vervuild kan worden, al hangt dat sterk af van soort, stroomsnelheid en grootte van het ontvangende water. Om de vervuiling deels te kunnen ondervangen worden verbeterd gemengde stelsels toegepast. Tussen de riolering en de overstort naar het oppervlaktewater worden dan bergbezinkbassins aangebracht, grote betonnen bakken die enerzijds het rioolwater tijdelijk kunnen opslaan en anderzijds een zuiverende werking hebben. Door het nagenoeg stilstaan van het water in het bassin zinken de afvalstoffen naar de bodem. Maar ook bergbezinkbassins kunnen vol raken, waarna bij een grote hoeveelheid neerslag (met name regen) alsnog door het vele regenwater verdund maar toch vervuild water wordt geloosd.

#### Opgeboeide rioolstelsels
Een opgeboeid rioolstelsel houdt in, dat de riolering is voorzien van interne overstorten die ervoor zorgen dat het bovenstroomse deel permanent vol rioolwater staat. Hierdoor wordt voorkomen dat de riolering een drainerende werking krijgt als er lekkages ontstaan in de riolering. Opgeboeide rioolstelsels komen veelvuldig voor in gebieden waar een hoge grondwaterstand wenselijk is zoals in de veenpolders (in en) rond Gouda. De opgeboeide delen van het riool zijn uiteindelijk aangesloten op een transportstelsel dat overtollig water afvoert. Een opgeboeid rioolstelsel is alleen geschikt voor hemelwaterafvoer, de stagnatie van stedelijk afvalwater in de opgeboeide gedeelten zou aanleiding geven tot (stank)hinder. Afhankelijk van het weertype zijn er een aantal situaties te beschrijven:
- Droog weer: Het niveau van het rioolwater in het opgeboeide stelsel staat even hoog als het grondwater. Er vindt geen uitwisseling plaats. Het niveau in het transportstelsel staat lager dan het grondwater, waardoor bij lekkages grondwater kan instromen.
- Lichte regenval: Het niveau van het rioolwater in het opgeboeide stelsel staat hoger dan het grondwater maar lager dan de overstort. Bij lekkages vindt uittreding richting grondwater plaats.
- Hevige korte regenval: Het niveau van het rioolwater in het opgeboeide stelsel staat hoger dan het grondwater en hoger dan de overstort. Er vindt een externe overstort plaats omdat er onvoldoende afvoercapaciteit richting transportstelsel is.
- Langdurige regenval: Het niveau van het rioolwater in het opgeboeide stelsel en in het transportstelsel staat hoger dan de overstort. Er vindt een externe overstort plaats omdat er onvoldoende berging is.

#### Gescheiden rioolstelsels
Om bovenstaande problemen af te vangen wordt op veel plaatsen gebruikgemaakt van gescheiden stelsels. Het afvalwater en het regenwater (vanaf daken en straten) worden door twee aparte rioolstelsels afgevoerd. Het stelsel voor het regenwater wordt hemelwaterafvoer (HWA) genoemd en dat voor het afvalwater wordt vuilwaterafvoer genoemd. De oude benamingen zijn regenwaterafvoer (RWA) en droogweerafvoer (DWA).
De vuilwaterafvoer leidt naar de afvalwaterzuivering. Omdat er geen sprake is van extreme pieken en dalen in de afvoer zijn overstorten hier niet nodig. Het regenwater wordt rechtstreeks of via een beperkte zuivering op het oppervlaktewater afgevoerd.
Een nadeel van het vrijwel direct lozen op het oppervlaktewater is dat er vervuiling mee kan komen. Met name aan het begin van een bui wordt vuil van de straten het HWA-systeem (en daarmee uiteindelijk het oppervlaktewater) ingespoeld (first flush). Om dit te voorkomen wordt op sommige plaatsen de regenwaterafvoer aangesloten op de vuilwaterafvoer. Met behulp van een terugslagklep wordt zo het regenwater dat aan het begin van een bui het systeem instroomt, toch naar de zuivering gevoerd, waardoor de meeste vervuiling weggezuiverd wordt en er alleen nog relatief schoon regenwater direct op het oppervlaktewater wordt geloosd. Een dergelijk stelsel heet een 'verbeterd gescheiden stelsel'. Met dit stelsel wordt nog steeds veel neerslag naar de zuivering afgevoerd (ruwweg 60 tot 70% van de jaarlijkse neerslag). Voordeel van dit systeem is dat bij grote buien de piek van de afvoer niet in het vuilwatersysteem terechtkomt waardoor de piekbelasting van de rioolwaterzuivering aanzienlijk lager wordt.
Het ombouwen van gemengde riolering naar een gescheiden rioolstelsel noemt men vaak afkoppelen. Dit verwijst naar het afkoppelen van de regenwaterafvoer van de gemengde riolering. Ook het omgekeerde vindt plaats: voor afvalwater worden nieuwe (kleine) buizen neergelegd en het regenwater gaat via de (grotere) oude buizen.

### Mechanische riolering
Is een riolering met natuurlijk verval niet mogelijk of onpraktisch of ondoelmatig, dan wordt vaak mechanische riolering toegepast. Mechanische riolering wordt vaak in het buitengebied toegepast om het afvalwater van verspreid liggende boerderijen en andere percelen naar een rioolwaterzuiveringinrichting te vervoeren. Alternatief is het gebruik van een septic tank of een andere vorm van individuele behandeling van afvalwater (IBA). De mechanische riolering vervoert in verband met de beschikbare capaciteit in principe uitsluitend afvalwater. Hemelwater wordt lokaal afgevoerd naar open water of een infiltratiesysteem. Gemeentelijke beheerders kunnen aan de hand van de draaiuren van de pompen zien of ook hemelwater wordt afgevoerd. Deze foutaansluitingen kunnen dan opgespoord en gecorrigeerd worden.
Waar mechanische riolering exclusief voor afvalwater bedoeld is, zijn persleidingen wel bedoeld voor en gedimensioneerd op regenwater. Persleidingen vormen het hoofdtransportriool dat het afvalwater uit het vrijvervalriool van een (deel van een) stad of dorp transporteert, vanaf rioolgemalen naar een rioolwaterzuiveringsinstallatie.
Er zijn drie typen mechanische riolering: drukriolering, vacuümriolering en luchtpersriolering.
Bij alle drie wordt het water in een put verzameld. Als het waterpeil in de put een bepaald niveau bereikt, dan zorgt het systeem er automatisch voor dat de put geleegd wordt. Bij het meestgebruikte type, drukriolering, leegt een afvalwaterpomp een of enkele malen per etmaal de pompput en duwt het verzamelde afvalwater in de leiding. Bij vacuümriolering wordt het afvalwater door een hoofdstation vacuüm aangezogen. Vacuümriolering wordt in Nederland weinig toegepast. Bij een luchtpersriolering wordt het afvalwater met een compressor door middel van luchtdruk naar het lozingspunt gestuwd. Zo ontstaat een "treintje" van afwisselend hoeveelheden afvalwater en lucht. De afgelopen jaren is een hybride systeem ontstaan, waarbij in een drukrioleringsstelsel op enkele plaatsen ook lucht geperst wordt, om aanrotting van zuurstofloos afvalwater en de navolgende corrosie door zwavelwaterstofgas (H2S) te voorkomen.

### Infiltratie
Het verbeterd gescheiden stelsel kent als nadeel dat het het regenwater snel afvoert naar oppervlaktewater. Hierdoor kan in korte tijd het waterpeil in sloten stijgen, met kans op de nodige overlast.
Er wordt daarom ook geprobeerd om regenwater in de ondergrond te infiltreren. Door bijvoorbeeld infiltratiekratten (draintanks) of zakputten in de bodem aan te brengen, ontstaat een reservoir waar het regenwater zich kan verzamelen en langzaam in de bodem kan worden opgenomen.
Met hetzelfde doel worden in nieuwe woonwijken ook wel wadi's aangelegd; ondiepe greppels die alleen in natte periodes water bevatten en dat water ter plaatse laten infiltreren.

### Materiaal
De buizen in een rioleringsstelsel kunnen van nodulair gietijzer, beton, gres of kunststof zijn vervaardigd. De riolering in Nederland bestaat voor ruim 70% uit beton en zo'n 25% uit kunststof. Veelgebruikte kunststoffen zijn pvc, PE of GVK. Beton is relatief goedkoop maar zwaar, nodulair gietijzer is robuust en ook zwaar, terwijl kunststof eenvoudig te bewerken en licht is. De materiaalkeuze hangt onder andere samen met de manier waarop het afvalwater door de riolering wordt vervoerd en de chemische samenstelling van het afvalwater. Ook de grondslag is van groot belang. In een slappe ondergrond (zoals veen) zorgen lichte materialen (kunststoffen) ervoor dat rioolbuizen minder snel wegzakken, waardoor renovatie en vervanging minder frequent nodig zijn. Daarentegen kan in een gebied met een hoge grondwaterstand nodulair gietijzer of beton juist wenselijk zijn om het opdrijven van de riolering bij een hoge grondwaterstand tegen te gaan. Met name bij grotere buisdiameters (>40 cm) is het voordeel van een grotere mechanische sterkte belangrijk. Voor verwerking onder het wegdek (verkeersdruk) kan dit noodzakelijk zijn.

## Aanleg
Riolering wordt meestal onder een weg aangelegd omdat voor de aanleg behoorlijk veel ruimte (en diepte) nodig is en er zo voldoende afstand is tot bomen (wortels) en andere kabels en leidingen. Een weg is doorgaans de natuurlijke keuze omdat die grond al in eigendom is van de gemeente. Dit betekent wel dat bij werkzaamheden de weg opgebroken moet worden met alle kosten en (verkeers)overlast van dien. Normaal moet bij het aanbrengen van een riool een sleuf gegraven worden, waarbij vaak bronbemaling moet worden toegepast. Als er te weinig ruimte is om een sleuf te graven, of als een diepe sleuf nodig is, wordt sleufbekisting of een damwand toegepast.
Bij de aanleg wordt gebruikgemaakt van zwaar materieel (graafmachines, hijskranen) en moderne technieken zoals lasers voor het precies plaatsen van buizen onder afschot. Betonnen rioolbuizen wegen van een paar honderd kilo voor een kleine diameter tot vele tonnen voor de grote buizen. Een betonnen buis met een diameter van 1500 mm weegt ongeveer 5000 kilo.
Omdat deze werken meestal lang duren, brengen ze bijkomende indirecte kosten aan de gemeenschap toe (tijdverlies, inkomensverlies voor ondernemers). Uit jurisprudentie is gebleken dat dit tot het maatschappelijk aanvaard risico behoort en voor bedrijven dus als bedrijfsrisico aangemerkt wordt. Dit betekent dat een ondernemer in principe niet voor schadevergoeding voor inkomstenderving in aanmerking komt.
Alternatief voor openbreken van wegen is het gebruik van "sleufloze technieken". Daarbij wordt slechts op het begin- en eindpunt een put gegraven en worden de rioolbuizen onder het wegdek door geduwd, getrokken of geboord. De aanleg op zich is duurder, maar door de veel lagere bijkomende kosten van graven, grondafvoer en wegopbrekingen kan deze methode toch economisch aantrekkelijk zijn.

## Beheer

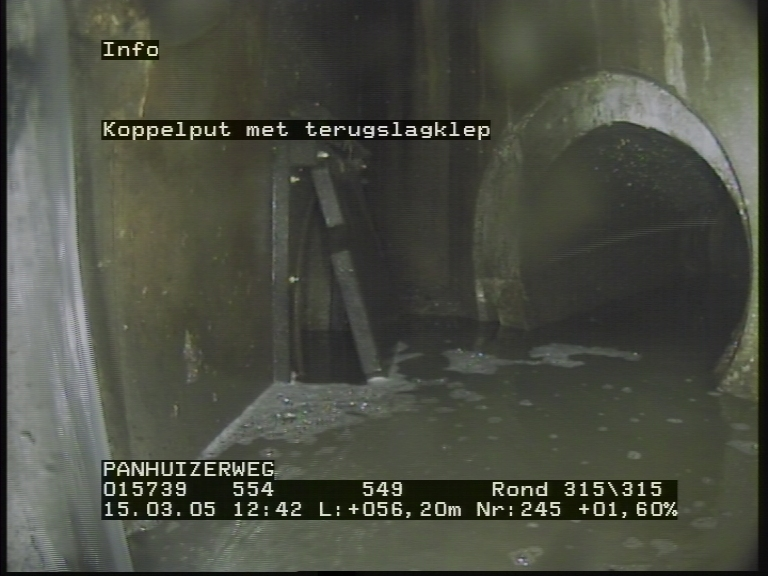
Een terugslagklep in een riool gefotografeerd tijdens een rioolinspectie.

### Inspectie
Om de actuele toestand van de riolering voeren rioolbeheerders leidinginspecties uit. Bij deze inspecties wordt gebruikgemaakt van hulpmiddelen zoals een videocamera of fotocamera maar ook spiegels en lampen. Alle waarnemingen worden gecategoriseerd volgens de norm NEN-EN13508-2 NEN3399 in een digitaal bestand.
Een andere vorm van inspectie is het opsporen van foutieve aansluitingen. Dit zijn situaties waarbij een afvoer van vuil water aangesloten is op de hemelwaterafvoer aangesloten of andersom.

### Reiniging
In een rioolleiding komt het vaak voor dat vaste stoffen bezinken. Om een goede werking van de riolering te garanderen moet de leiding periodiek gereinigd worden. De frequentie is afhankelijk van de lokale omstandigheden. De reiniging vindt plaats vanuit een inspectieput. Onder hoge waterdruk wordt een slang met een speciale spuitkop het riool in geschoten, daarna wordt de slang langzaam terug getrokken en spuit het vuil zo naar de inspectieput. Hier wordt door een vrachtwagen met een vacuümtank het water met het vuil opgezogen. Het water wordt later weer afgelaten in het riool en het in de tank bezonken vuil wordt afgevoerd naar een verwerkingsinstallatie. In extreme gevallen kunnen riolen verstopt raken door een vetberg.

### Onderhoud

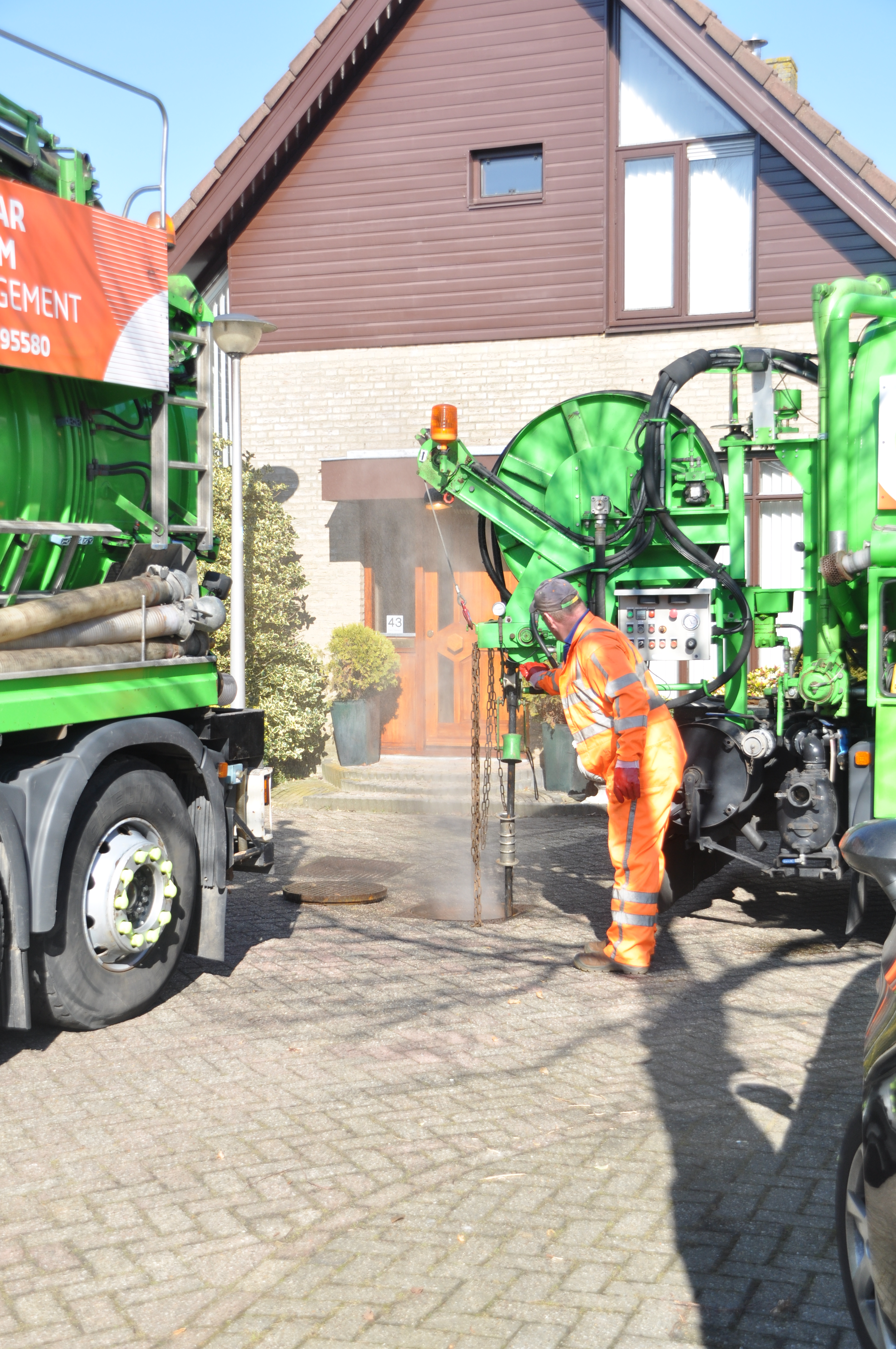
Rioolrenovatie in Zoetermeer

Een rioolleiding blijft niet altijd 100% waterdicht. Door zettingen in de bodem kunnen lekkende buisverbindingen ontstaan, en uiteindelijk kunnen buizen zelfs gaan scheuren. Ook kunnen boomwortels ingroeien. En door de in het riool aanwezige gassen worden sommige materialen zoals beton en staal aangetast. Zodra deze vormen van schade voor de stabiliteit van het riool gevaarlijk worden of de werking van het rioolstelsel bedreigen, moet er ingegrepen worden. Hiervoor zijn heel veel mogelijkheden en technieken beschikbaar.

## Financiën

### Nederland
De aanleg en het beheer van de riolering is een gemeentelijke verantwoordelijkheid. De Vereniging van Nederlandse Gemeenten noemt het zelfs een kerntaak vanwege de sterke verwevenheid met de bovengrondse ruimte. De aanleg van riolering wordt bij nieuwbouw meestal betaald uit de grondverkoop. Rioolbeheer, -verbetering en -vervanging worden betaald uit gemeentelijke belastingen. Mede vanwege de grote kosten voor riolering krijgen gemeenten op slappe ondergrond (veen) een extra bijdrage uit het Gemeentefonds.
Het rioleringsbeheer kost de Nederlandse gemeenten jaarlijks zo'n 1,4 miljard euro, en dat geld komt meestal uit de rioolheffing (vroeger: rioolrecht). Een gemeente kan ook kiezen om rioolbeheer (deels) vanuit de algemene middelen te betalen, al doen steeds minder gemeenten dat. Een gezin betaalt gemiddeld € 177 per jaar (2012) aan rioolheffing. De verwachting is dat dit bedrag aanzienlijk zal stijgen. De stijging wordt voornamelijk veroorzaakt door de veroudering van de rioolstelsels (nieuwe aanleg werd betaald uit de grondverkoop, de vervanging moet echter uit de rioolheffing), het langzaam toegroeien naar volledige kostendekkendheid en de uitvoering van (extra) taken om het milieu te beschermen.

### Vlaanderen
In Vlaanderen kan het rioolbeheer op drie verschillende manieren georganiseerd zijn:
- De gemeente is eigenaar van de riolen en verzorgt ook het beheer ervan.
- De gemeente blijft eigenaar van de riolen, maar besteedt het beheer uit aan een watermaatschappij
- De gemeente draagt het eigendom van de riolen over aan een watermaatschappij, de laatste is bijgevolg ook verantwoordelijk voor het beheer ervan.

Sinds 2005 bestaat de zogenaamde “integrale waterfactuur” uit drie delen:
- de prijs van het water zelf (voor productie en levering)
- de taks voor de aanleg en het onderhoud van de gemeentelijke rioleringen (de gemeentelijke bijdrage)
- de taks voor de zuivering van het afvalwater (de bovengemeentelijke bijdrage door Aquafin voor het Vlaams Gewest).

De watermaatschappij int deze waterfactuur en stort het deel, waar zij niet verantwoordelijk voor is, verder door.

## Juridische aspecten
In Nederland is bij wet geregeld dat gemeenten verantwoordelijk zijn om binnen hun grondgebied te zorgen voor het inzamelen en transporteren van afvalwater, hemelwater en overtollig grondwater. Dit worden de drie zorgplichten van de gemeente genoemd.

### Afvalwaterzorgplicht
Het artikel 10.33 van de Wet milieubeheer omschrijft de afvalwaterzorgplicht. De gemeente moet al het afvalwater dat vrij komt van percelen binnen het grondgebied van de gemeente inzamelen en transporteren door middel van een openbare riolering naar een rioolwaterzuiveringsinstallatie. De gemeente mag er ook voor kiezen om een andere voorziening te gebruiken, die het afvalwater inzamelt en zuivert. Een voorbeeld hiervan is een IBA (Individuele Behandeling Afvalwater). Deze systemen kunnen door een gemeente buiten de bebouwde kom in het buitengebied worden aangelegd. Als laatste staat er in de Wet milieubeheer dat de provincie de gemeente een ontheffing van de zorgplicht kan geven. Maar alleen voor een gebied van de gemeente dat buiten de bebouwde kom ligt of een bebouwde kom van waaruit stedelijk afvalwater met een vervuilingswaarde van minder dan 2.000 inwonerequivalenten wordt geloosd.

### Hemelwaterzorgplicht

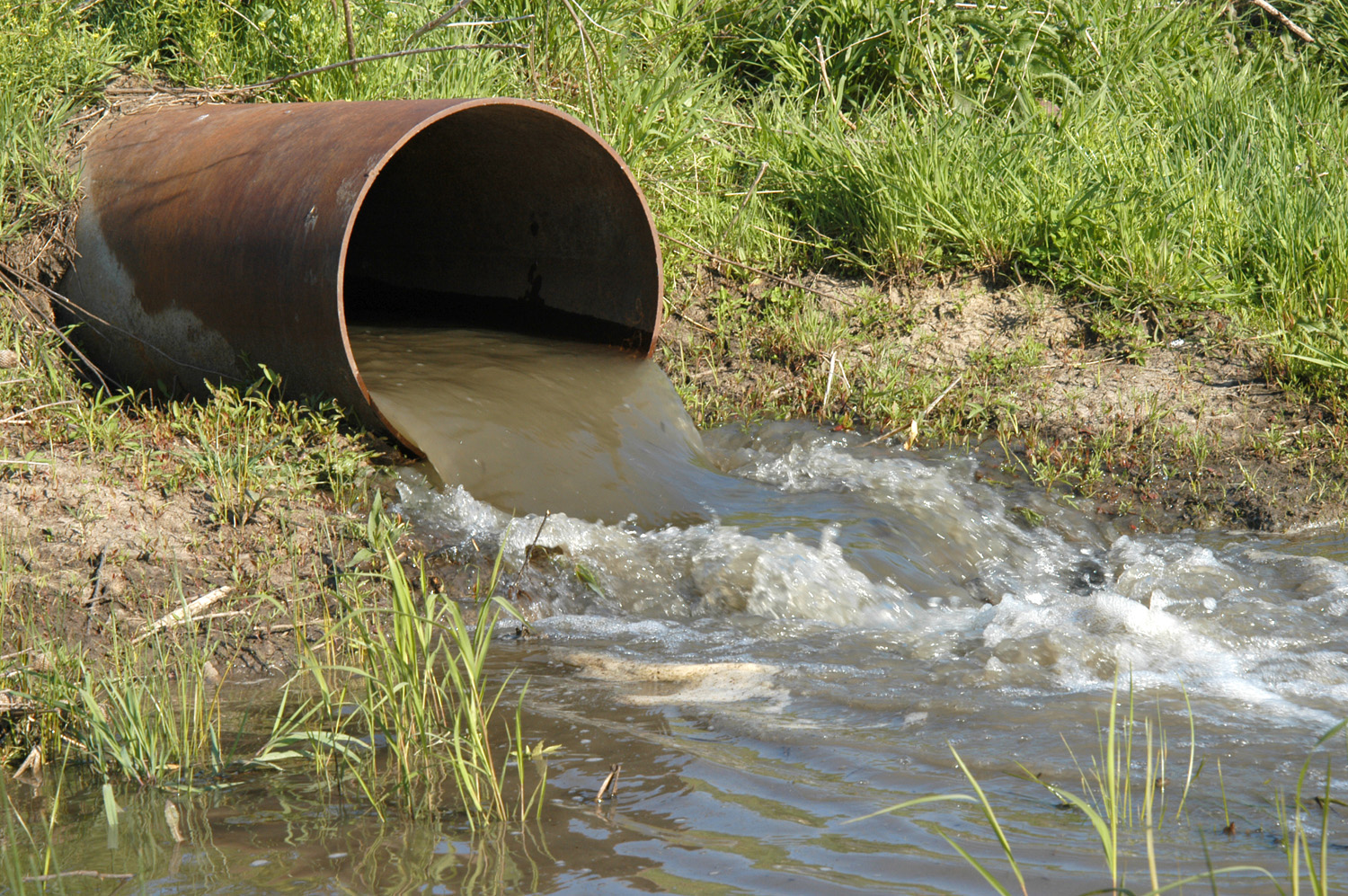
Een lozingspunt op het oppervlaktewater.

Het artikel 3.5 van de Waterwet regelt de hemelwaterzorgplicht. De gemeente moet regenwater inzamelen als de inzameling van het regenwater doelmatig is. En dit hoeft alleen maar met regenwater dat niet op eigen terrein door de eigenaar ervan kan worden verwerkt. Dus als bijvoorbeeld iemand een huis heeft met daarnaast een sloot, dan hoeft de gemeente het regenwater dat van het dak van dat huis komt niet in te zamelen, want het kan door de eigenaar van het huis makkelijk op de sloot worden geloosd.
De gemeente moet er tevens voor zorgen dat het ingezamelde regenwater op een doelmatige manier wordt verwerkt. Dit kan inhouden dat de gemeente het regenwater verwerkt door het te transporteren naar een vijver of door het infiltreren van het regenwater in de bodem. In sommige gevallen kan ook het afvoeren van het regenwater naar een rioolwaterzuiveringsinstallatie een doelmatige manier van verwerken zijn.

### Grondwaterzorgplicht
Het artikel 3.6 van de Waterwet omschrijft de grondwaterzorgplicht. De letterlijke weergave van de wetstekst is:
De gemeenteraad en het college van burgemeester en wethouders dragen zorg voor het in het openbaar gemeentelijke gebied treffen van maatregelen teneinde structureel nadelige gevolgen van de grondwaterstand voor de aan de grond gegeven bestemming zo veel mogelijk te voorkomen of te beperken, voor zover het treffen van die maatregelen doelmatig is en niet tot de zorg van het waterschap of de provincie behoort.
Duidelijk is dat deze zorgplicht een zorgvuldige afweging vraagt van ieder gemeentebestuur over de grondwatersituatie, de mogelijke problemen die door grondwater veroorzaakt kunnen worden, de grens tussen private en publieke verantwoordelijkheid en de grens tussen doelmatige en niet-doelmatige maatregelen.

### Gemeentelijk Rioleringsplan
De bovenstaande zorgplichten bieden de gemeente een grote mate van vrijheid bij het opstellen van hun beleid. In artikel 4.22 van de Wet milieubeheer staat dat elke gemeente in Nederland een gemeentelijk rioleringsplan of GRP moet opstellen. Omdat de zorgplichten in 2008 met de invoering van de Wet verankering en bekostiging gemeentelijke watertaken “verbreed” zijn met de hemelwater- en de grondwaterzorgplicht wordt tegenwoordig ook wel van een verbreed Gemeentelijk Rioleringsplan (v.G.R.P.) gesproken. Deze term slaat voornamelijk op de eerste generatie van de GRP's na de verbrede zorgplicht.
In het (v)GRP staat op welke wijze de gemeente de drie zorgplichten invult. De gemeente moet aangeven welke doelstellingen zij nastreeft (beleid) en welke voorzieningen, (zoals riolering, drainage en regenwaterafvoeren) er in de gemeente aanwezig (moeten) zijn om aan de zorgplichten te voldoen. Er moet ook in staan op welke manier deze voorzieningen worden beheerd en onderhouden en welke rioleringen moeten worden vervangen gedurende de periode dat het (v)GRP van toepassing is. Als laatste moet in het plan staan wat de kosten zijn van al deze werkzaamheden en hoe deze kosten gedekt worden, bijvoorbeeld door middel van de rioolheffing.

## Fotogalerij

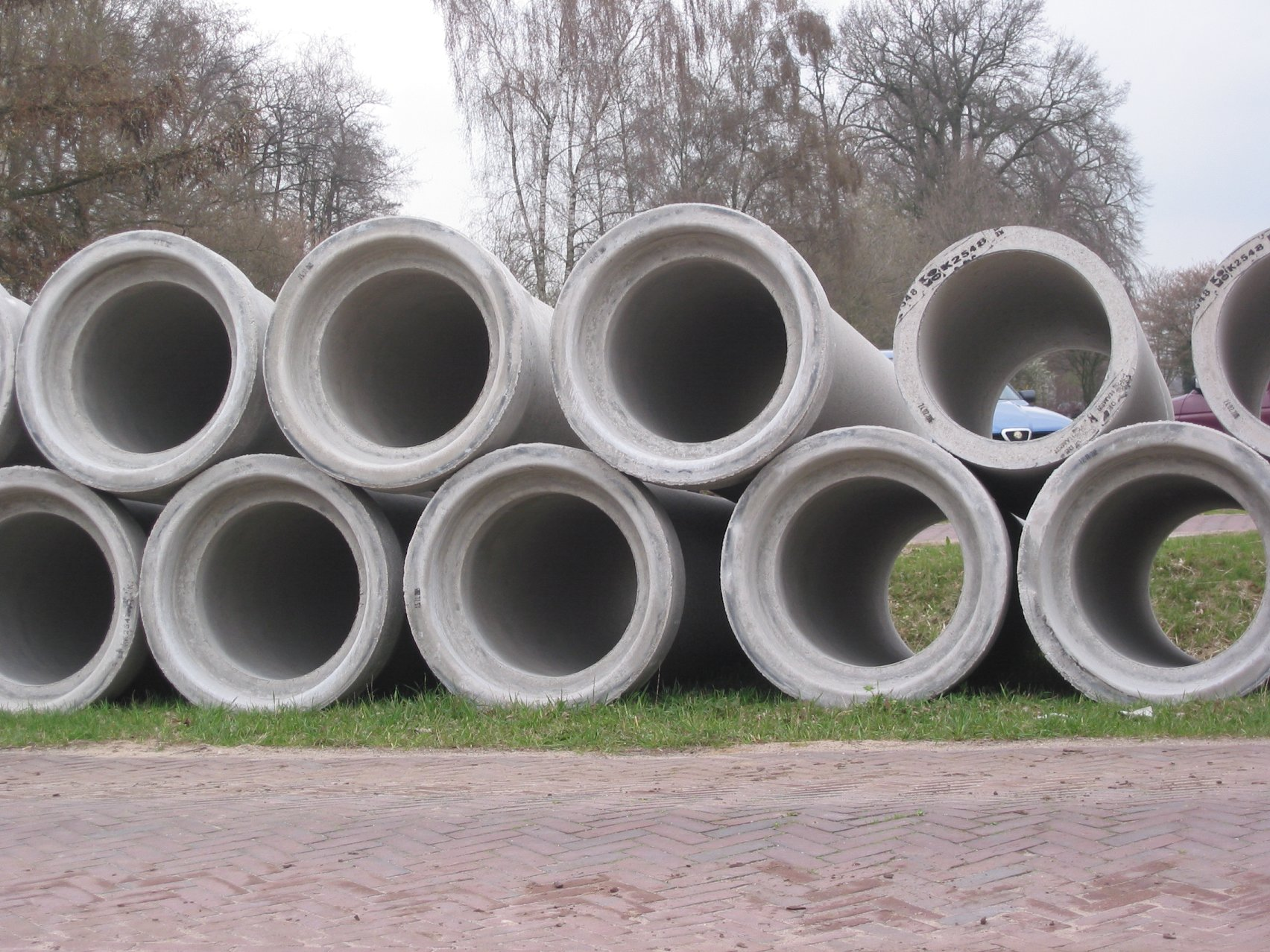
Betonnen buizen
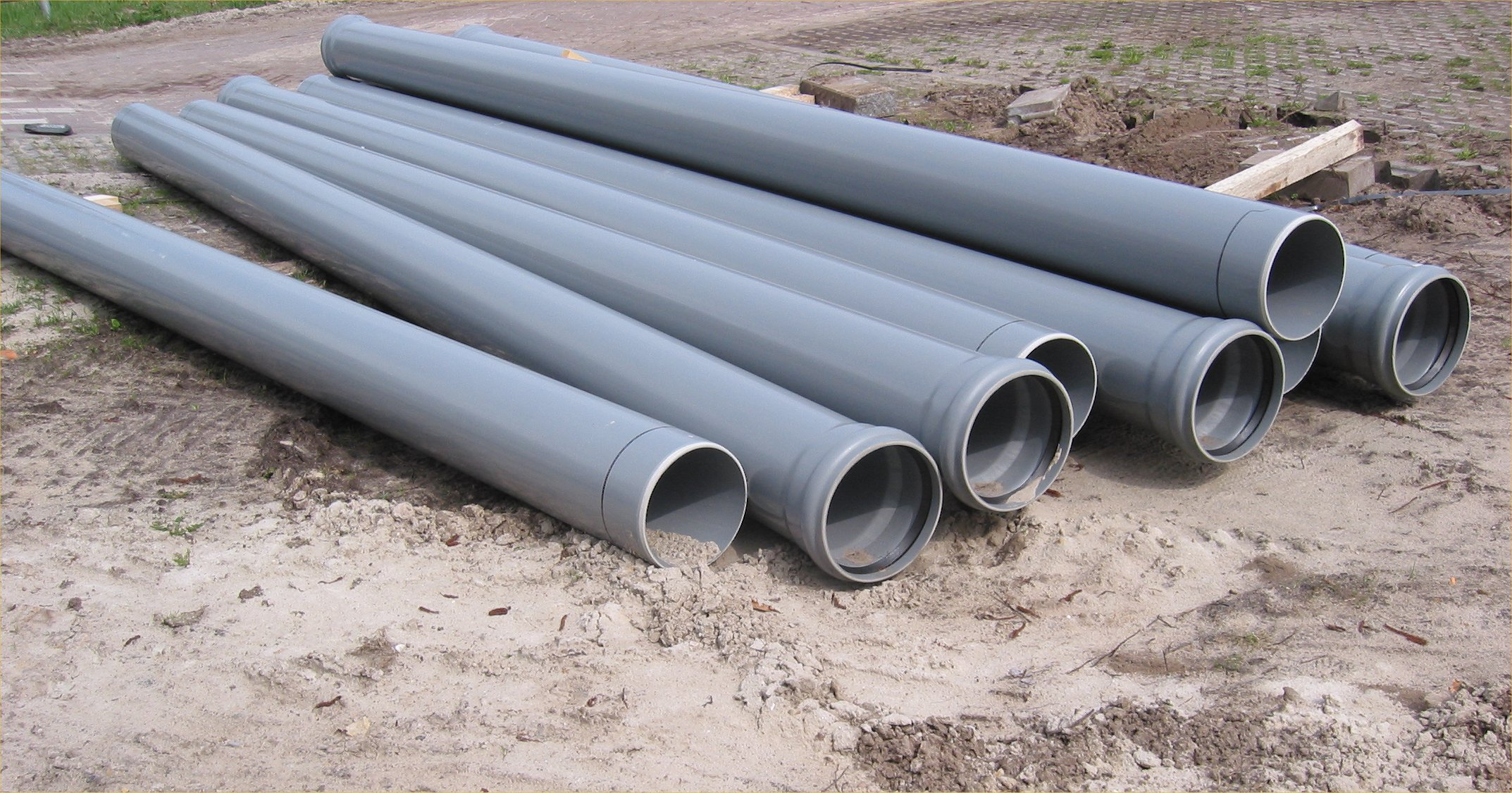
pvc-buizen
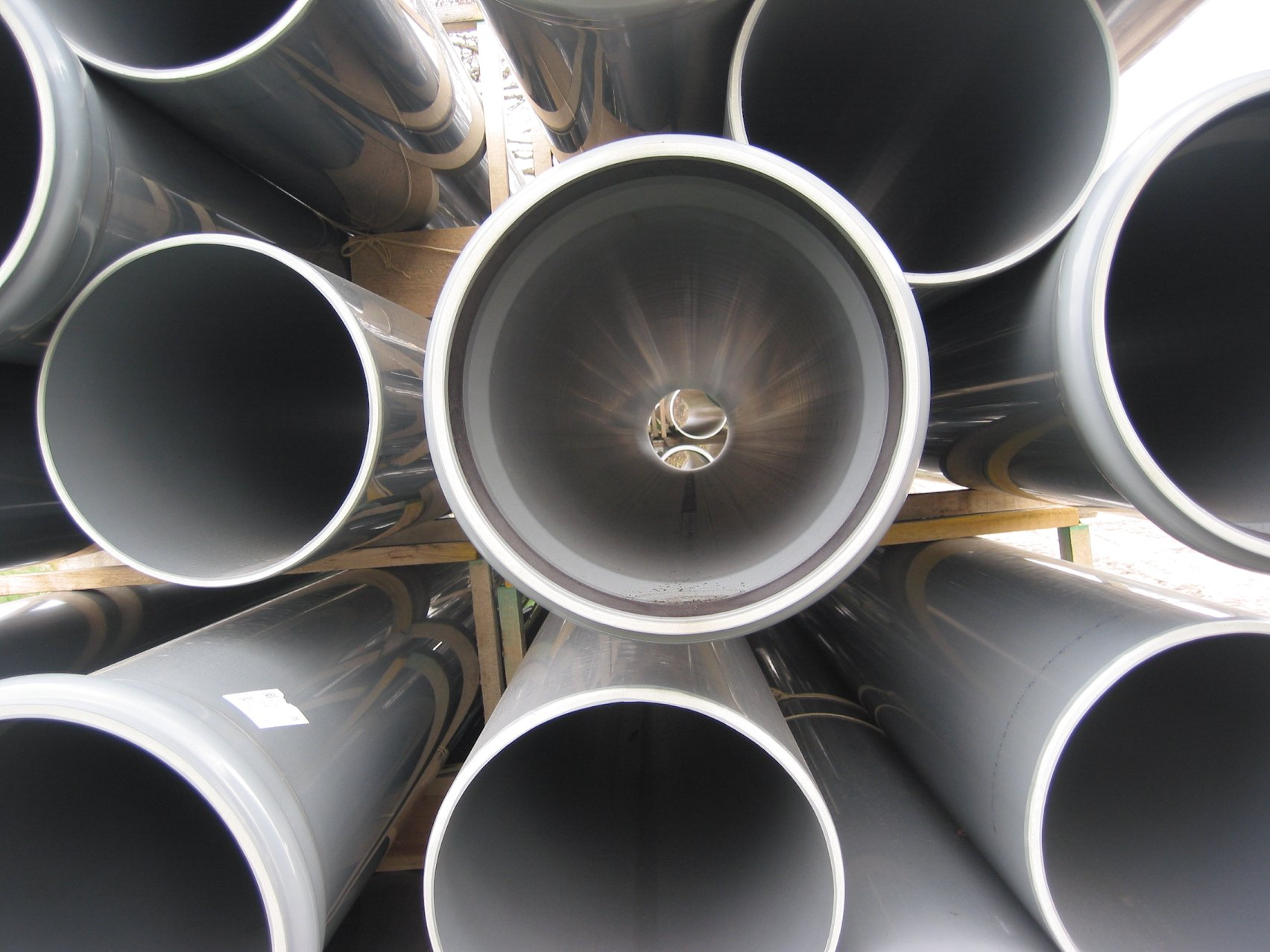
pvc-buizen
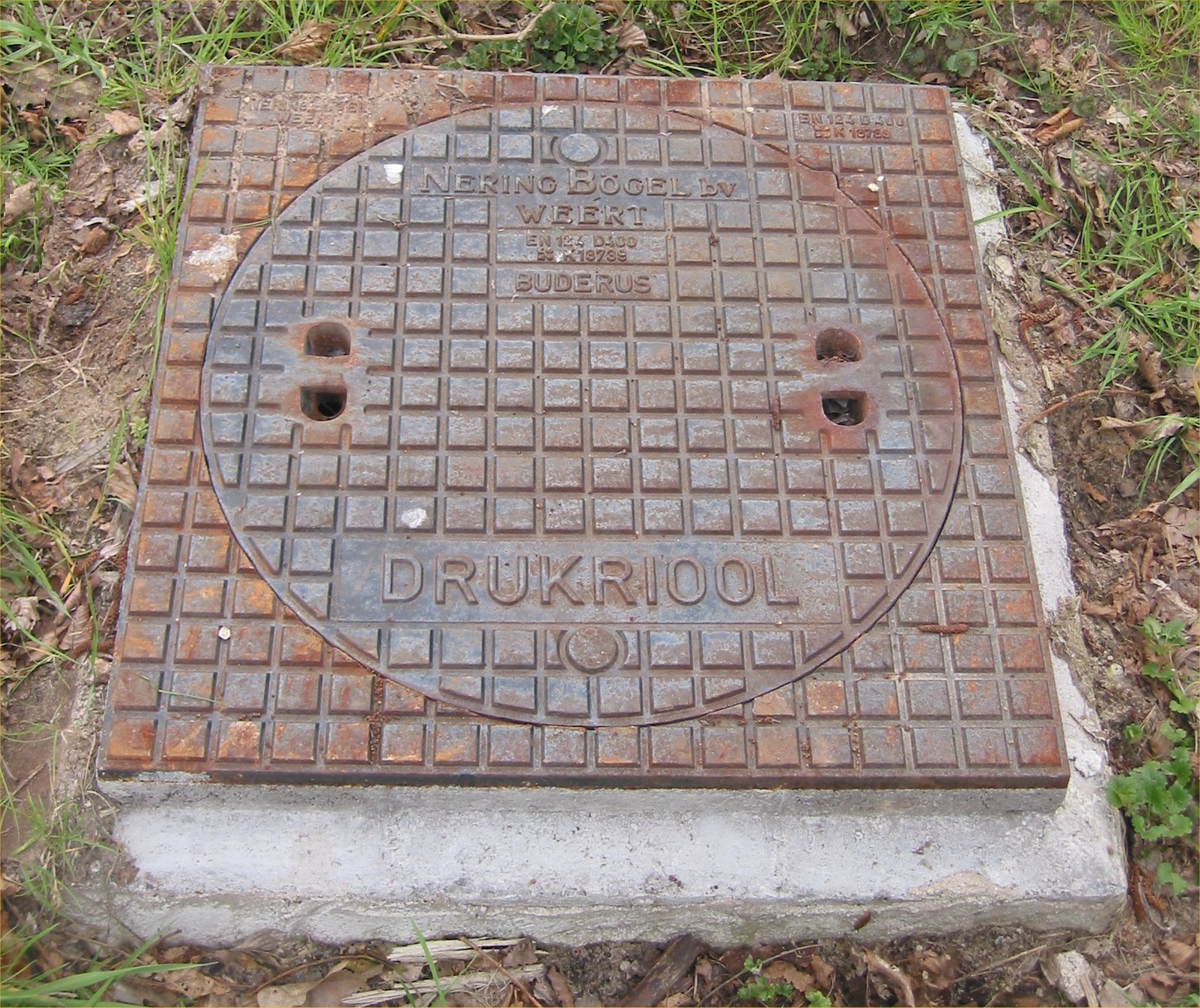
Putdeksel van persriool
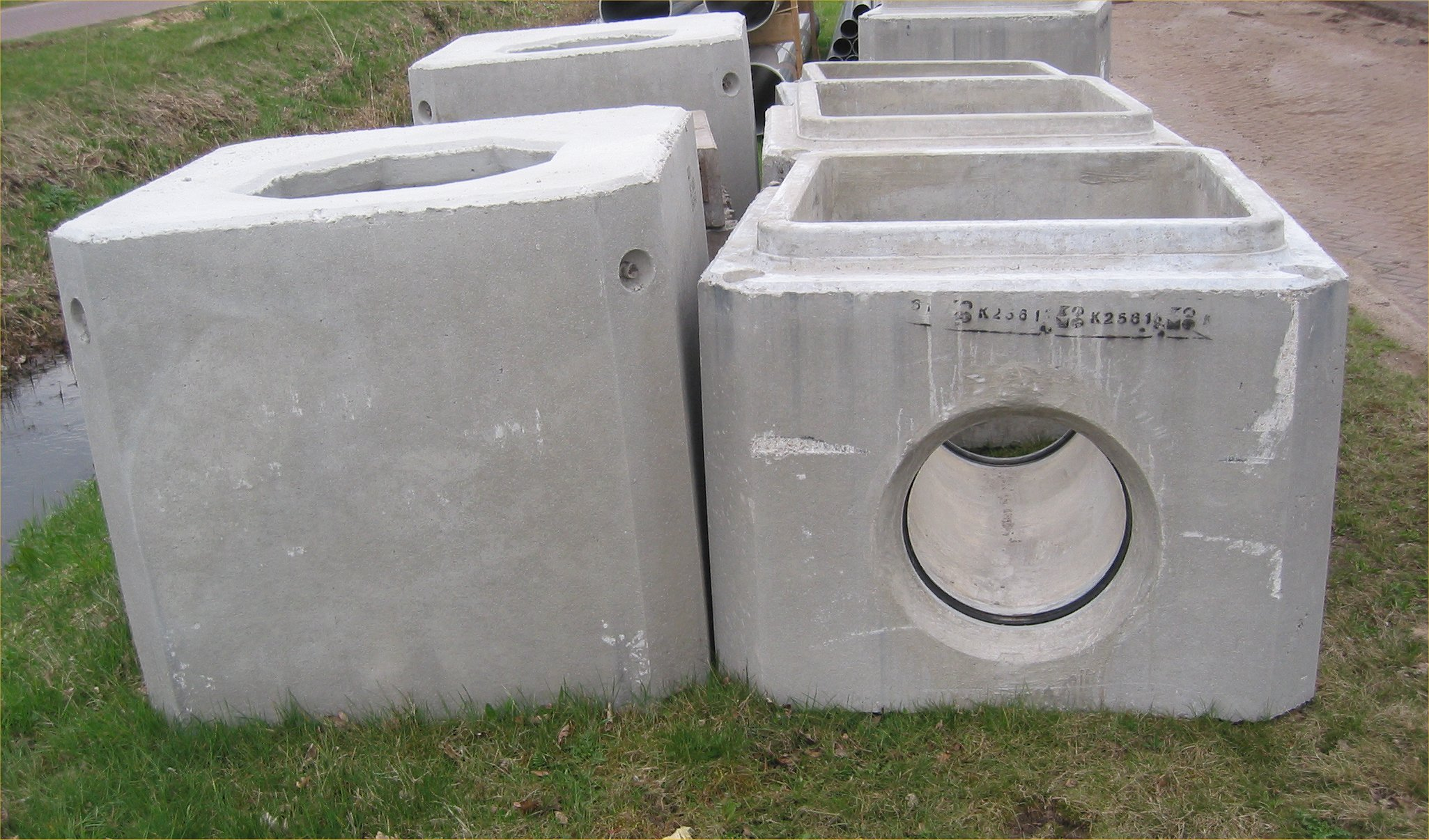
Rioolputten
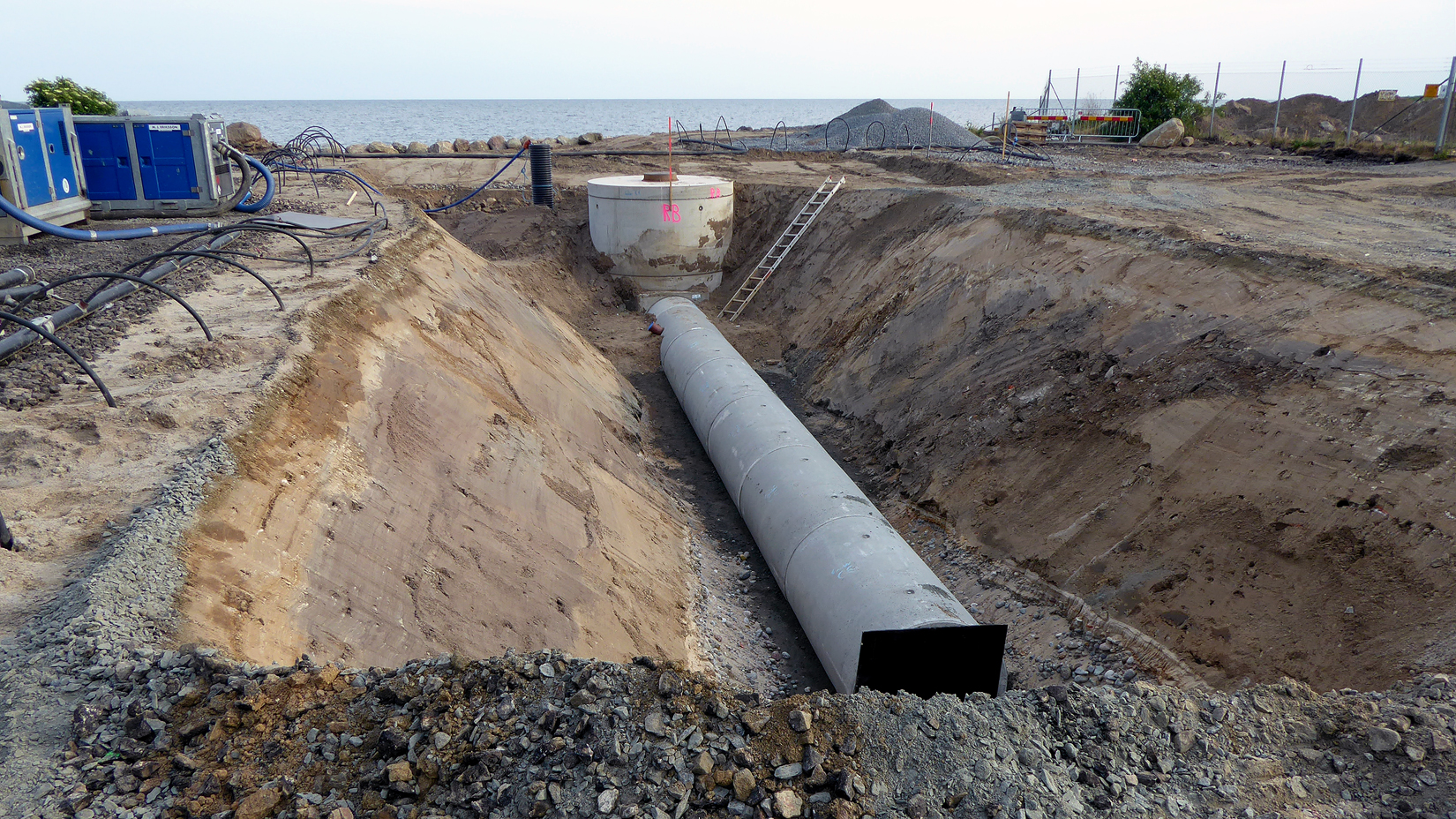
Aanleg nieuw riool.